# Форест Хилс (Тенеси)
Форест Хилс (енгл. Forest Hills) град је у америчкој савезној држави Тенеси.

## Демографија
По попису из 2010. године број становника је 4.812, што је 102 (2,2%) становника више него 2000. године.
| Група             | 2000.         | 2010.         |
| Белци             | 4.512 (95,8%) | 4.564 (94,8%) |
| Афроамериканци    | 66 (1,4%)     | 67 (1,4%)     |
| Азијати           | 65 (1,4%)     | 72 (1,5%)     |
| Хиспаноамериканци | 36 (0,8%)     | 56 (1,2%)     |
| Укупно            | 4.710         | 4.812         |